# غلف ستريم الرابعة
غلف ستريم الرابعة (بالإنجليزية: Gulfstream IV)‏ أو(G-IV) أو(GIV) هي ومشتقاتها هي عائلة من طائرات نفاثات الأعمال الثنائية المحركات، تنتجها شركة غلف ستريم و شركة جنرال ديناميكس ومقرها في سافانا بولاية جورجيا، الولايات المتحدة. وأستمر أنتاجها من عام 1985 إلي عام 2003.
بدأ العمل في جلف ستريم GIV في عام 1983. وكان أول رحلة لها في 19 سبتمبر 1985.